# 제임스 킹
제임스 킹(James King, 본명: 김준호, 1965년 ~ )은 대한민국의 가수이다.

## 생애
1995년 언더그라운드 라이브 클럽에서 록 음악 가수로 첫 데뷔하였다.

## 학력
- 경기도 의정부 영석고등학교 졸업

## 음반
- 2006년 말을 해
- 2010년 넘버원

## 홍보대사
- 2016년 성심요양병원·새성심요양원 홍보대사

## 수상
- 2015년 KBS 감사패 수상